# Gymnachirus
Gymnachirus is een geslacht van straalvinnige vissen uit de familie van amerikaanse tongen (Achiridae). Het geslacht is voor het eerst wetenschappelijk beschreven in 1858 door Johann Jakob Kaup.

## Soorten
- Gymnachirus melas Nichols, 1916
- Gymnachirus nudus Kaup, 1858
- Gymnachirus texae (Gunter, 1936)